# A Penya
A Penya és una localitat de la comarca Foia d'Osca que pertany al municipi de As Penyas de Riglos, a la província d'Osca, Aragó.

## Geografia
Situada a la riba de l'embassament del seu nom, la seva distància a Osca és de 39 km. La construcció de les seves cases es va produir a inicis del segle XX i l'elecció d'aquest lloc va estar motivada pel pas de la línia ferroviària del Canfranero i de la construcció de l'embassament de la Penya per a regular les aigües del riu Gállego.

## Història
- El 29 de gener del 1294 Rodrigo Jiménez de Lluna va donar a Jaume II d'Aragó el castell de la Penya de Santa Maria de Jaz, amb les seves viles, que eren de Blanzaco, Rompesacos, Santa María, Trista, Visús i Yeste (SINUÉS, núm. 378 a 382)
- El 22 de setembre de 1348 el rei Pere IV d'Aragó va vendre a Lope de Gurrea el castell i vila de la Penya, amb les seves términosfortaleces i jurisdiccions (SINUÉS, núm. 1387 a 1389)
- El 12 de març del 1379 Pere IV d'Aragó va donar en feu La Penya de Cacabiello a Jordán de Urriés (SINUÉS, núm. 1604)
- El 24 de setembre del 1398 Federico d'Urriés va fer homenatge al rei Martí I d'Aragó per la Penya de Santa María de Jaz (SINUÉS,Núm. 1606)
- En 1610 era de Pedro d'Urriés, senyor d'Ayerbe (LABAÑA, p. 44)
- En el Segle XIX passa l'estesa de la línia de ferrocarril en direcció a Canfranc, construint-se aquí una estació
- El 1913 es va construir l'embassament de Santa María de la Penya

## Demografia
Dades demogràfiques de la localitat de A Penya des del 1900:
| 1900 | 1910 | 1920 | 1930 | 1940 | 1950 | 1960 | 1970 | 1981 | 1991 | 2001 | 2011 | 2019 |
| ---- | ---- | ---- | ---- | ---- | ---- | ---- | ---- | ---- | ---- | ---- | ---- | ---- |
| --   | --   | 92   | 106  | 142  | 241  | 257  | 191  | 81   | 46   | 39   | 44   | 38   |

- Apareix al Nomenclátor amb el nom d'Estación de la Peña fins al Nomenclátor de l'any 1970.
- Apareix en el Nomenclátor amb el nom de la Peña Estación des del Nomenclátor de l'any 1981.
- Dades referides a la població de dret.

## Monuments
- Parròquia dedicada a la Verge de la Penya

## Per a veure
- En l'extrem nord del pont de ferro s'aixeca la nova ermita de la Verge, que substitueix a l'anterior per quedar negada en el pantà
- En la cresta calcària que domina el pas de la carretera, subsisteixen vestigis del castell de Cacabiello
- Sota les aigües hi ha un pont potser tendit en època romana, amb reparacions medievals
- A la Foz de Escalete, paisatge d'interès, cavitats funeràries d'edat prehistòrica

## Intineraris
- A Penya-Ena: L'itinerari discorre inicialment per carretera en direcció a Trista. Abans d'aconseguir el pont del Barranc de Trist, el camí es desvia a l'esquerra per a agafar una senda en una zona de margues. Una vegada en aquest punt de la sendera discorre sempre remuntant el barranc, primer per vessants de boix i pi que van donant pas a espesses pinedes i rouredes fins a les proximitats de Ena. El tram final del camí es realitza per pista entre camps de cereal.